# Ойонна
Ойонна́ (фр. Oyonnax) — город и коммуна во французском департаменте Эн, округ Нантюа, административный центр кантонов Южный Ойонна и Северный Ойонна.

## Географическое положение
Ойонна лежит на высоте 540 м над уровнем моря, в 85 км северо-западнее Лиона и в 40 км западнее Женевы, в горах Юры. Промышленный город раскинулся в долине реки Анж.
К коммуне относится, кроме города, ещё несколько деревень и хуторов.

## История
В XI веке могущественному роду Туар и Виллар принадлежал монастырь в Арбане. Владения монастыря в долине реки Анж и стали позже городом Ойонна. В 1402 году он перешёл графам Савойским, а по Лионскому договору 1601 года (фр.) отошёл во владение Франции.
Ещё в средние века население занималось не только сельским хозяйством, но и кустарным производством. Так в XVII веке здесь появились первые гребенники. Гребни делались сначала деревянные, затем и роговые. Наряду с этим существовали механические и шелкопрядильные мастерские. Во второй половине XIX века возникли первые фабрики.
Открытие целлулоида, начиная с 1880 года, произвело в промышленности Ойонна переворот. Фабрики занялись изготовлением украшений, пуговиц, очков и прочих изделий из искусственных материалов.
Во время Второй мировой войны Ойонна стал центром французского Движения Сопротивления в Юре.
В 1940-е годы Ойонна превратился в ведущий центр производства искусственных материалов, получив прозвище «Пластиковой долины» (фр.), специализирующейся на производстве гребней, заколок и других аксессуаров для ухода за волосами.

## Экономика и промышленность
Ойонна — процветающий промышленный город, насчитывающий более 600 предприятий. Главная отрасль промышленности — производство пластмасс. Это широкий спектр товаров: мебель, упаковка, товары для дома, игрушки, очки, искусственные цветы, а также предметы роскоши. Среди самых известных предприятий стоит назвать «Gilac», «Grosfillex», «Bollé» и «Smoby».
Наряду с этим существуют предприятия машиностроения, строительные компании, текстильная промышленность и точная механика.

## Культура
Современное здание «Культурного центра Арагона» объединяет в себе городской театр, два кинозала, Национальную консерваторию музыки, танца и драматического искусства, городскую библиотеку и музея живописи и пластургии.
В городе находится выставочный центр «Valexpo».

## Транспорт
Город имеет развитую инфраструктуру автомобильных дорог.
Есть железнодорожная станция.

## Города-побратимы
- Айслинген (Фильс), Германия